# Blieux
Blieux ist eine französische Gemeinde mit 52 Einwohnern (Stand 1. Januar 2022) im Département Alpes-de-Haute-Provence in der Region Provence-Alpes-Côte d’Azur. Sie gehört zum Kanton Riez und zum Arrondissement Castellane. Die Bewohner nennen sich die Blieuxiens.

## Geographie
Die Gemeinde liegt in den französischen Seealpen. Die angrenzenden Gemeinden sind Senez (Enklave) im Nordwesten, Barrême im Norden, Senez im Nordosten, Castellane im Osten, Rougon im Süden, La Palud-sur-Verdon im Südwesten und Majastres im Westen.
Das Dorf befindet sich auf 950 m im Tal der Asse de Blieux, einem Nebenflusses der Asse.
Außerdem gehören die Weiler Le Bas-Chiaudoul, La Tuilière, Thon, und La Castelle zur Gemeinde.

### Erhebungen
- Mont Chiran, 1905 m
- Le Grand Mourre, 1898 m
- Crête de Montmuye, 1621 m
- Le Mourre de Chanier, 1931 m

## Bevölkerungsentwicklung
| Jahr      | 1962 | 1968 | 1975 | 1982 | 1990 | 1999 | 2008 | 2012 |
| --------- | ---- | ---- | ---- | ---- | ---- | ---- | ---- | ---- |
| Einwohner | 73   | 59   | 54   | 59   | 57   | 59   | 57   | 56   |

## Sehenswürdigkeiten

Kirche Saint-Symphorien

- Kirche Saint-Symphorien